# Municipio de Ciudad Fernández
El municipio de Ciudad Fernández es uno de los 59 municipios del estado mexicano de San Luis Potosí. Su cabecera es la localidad de Ciudad Fernández.

## Historia
El municipio de Ciudad Fernández fue creado en 1826 bajo el nombre de municipio de Santa Elena, dentro del partido de Ríoverde. En 1830 el municipio adopta el nombre de Ciudad Fernández. El 15 de octubre de 1917 son disueltos los partidos y Ciudad Fernández se establece como un municipio libre.